# Synchortus separatus
Synchortus separatus is een keversoort uit de familie diksprietwaterkevers (Noteridae). De wetenschappelijke naam van de soort werd in 1972 gepubliceerd door Joyce Omer-Cooper.